# Елвира Рахић
Елвира Рахић (Скопље, 1. септембар 1975) босанскохерцеговачка је турбо-фолк певачица.
Одрасла је у Сјеници, македонског је националног, а бошњачког етничког порекла. Своју музичку каријеру је започела 1991. године у Сарајеву.

## Дискографија
- Нема жара (1991)
- Желим те (1992)
- Желим ти срећу (1993)
- Сада знам (1994)
- Шта ако се заљубим (1996)
- Избриши све успомене (1998)
- Љубав господине (2000)
- Хотел „Чекање” (2005)
- Мираз (2008)
- Цура са чаршије (2011)

## Фестивали
БиХ избор за Евросонг:
- Љубав је као ватра, 2001

Бихаћ:
- Заробљена дјевојчица, 2000
- Легенди севдаха, 2007

Златне жице Славоније, Пожега:
- За кога ове сузе падају (Вече песме и вина), 2007

Вогошћа, Сарајево:
- Брате мој, 2007

Илиџа:
- Плач без суза, ревијално вече фестивала, 2012
- Луда жено, 2017
- Жао ми је, 2018
- Жао ми је / Бивши мој, ревијално вече фестивала, 2023